# Белі (супутник)
Белі також S/2004 S 30 — природний супутник Сатурна. Відкритий Скоттом Шеппардом, Девідом Джуїттом та Дженом Кліна 7 жовтня 2019 року після спостережень, проведених у період з 12 грудня 2004 року по 21 березня 2007 року. Постійну назву було присвоєно у серпні 2021 року. 24 серпня 2022 року був названий на честь Белі, йотуна зі скандинавської міфології.
Діаметр Белі — близько 3 км, велика піввісь — 20 424 000 км, орбітальний період — 1084,1 земної доби, обертається навколо Сатурна з прямим напрямком під нахилом 156,3° до площини екліптики, ексцентриситет орбіти — 0,113 .